# Jacoba Johanna van Schoonheim

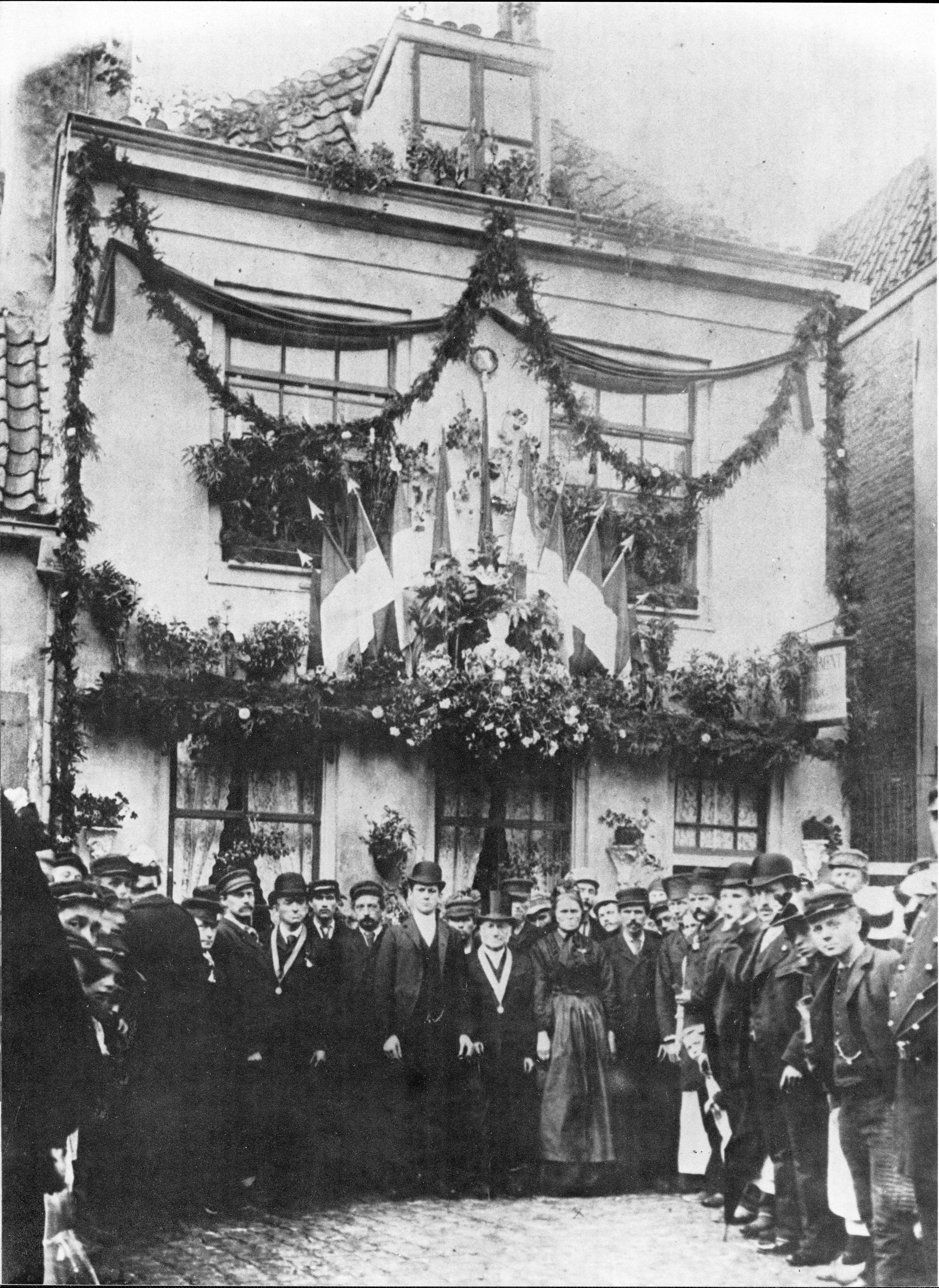
De Oranjestraat 54-55 tijdens het lustrumfeest van het Utrechtsch Studenten Corps in 1891

Jacoba Johanna van Schoonheim (Utrecht, 15 februari 1832 – aldaar, 18 januari 1911), ook wel Ka Blommers of Oranje Ka genoemd, was een pensionhoudster in Utrecht. Ze wordt gezien als de grondlegster van de koninginnedagsvieringen in Utrecht.
Op 21 oktober 1857 huwde Jacoba van Schoonheim met Hendrik van Logchem (1833-1866). Het echtpaar had een zoon, Hendrik Jacobus (1858-?). Na het overlijden van haar eerste echtgenoot trouwde ze op 16 juni 1875 met Martinus Blommers (1833-1886). Ze kreeg een tweede zoon, Martinus (1877-1913).
Haar bijnaam, Oranje Ka dankte zij aan haar felle oranjegezindheid. 
Ka Blommers dreef een pension op de Zandstraat 54-55 in Wijk C, het Oranjehuis genaamd. In 1863 werd op verzoek van de bewoners de naam Zandstraat veranderd in Oranjestraat. Tevens werd de Catharijnestraat omgenoemd naar Willemstraat, vernoemd naar koning Willem III. 
Het was een traditie dat zij bij verjaardagen van het koninklijk huis haar huis van onder tot boven optooide met vlaggen en slingers. Na de geboorte van prinses Wilhelmina op 31 augustus 1880 werd dit vanzelfsprekend voortgezet. Dit leverde haar de erkenning van studentenverenigingen en notabelen op. In 1883 werd op het Van Eeckerenplein het Oranjepark gesticht. Na de dood van kroonprins Alexander in 1884 werd op de vijfde verjaardag van Wilhelmina 31 augustus tot nationale feestdag, prinsessedag, uitgeroepen. Op Wilhelmina's achttiende verjaardag werd dit in koninginnedag veranderd.
Minder geliefd was Ka Blommers bij de socialisten. De republikein Domela Nieuwenhuis stootte op felle tegenstand van Ka en haar aanhangers:
Eenige malen was beproefd van de zijde van den Soc. Dem. Bond om vasten voet te krijgen in Utrecht.
Domela Nieuwenhuis was er een paar keer geweest in eenige koffiehuizen van minderen rang, doch dan verscheen "Oranje-Ka" (Ka Blommers) als een tweede Catharine van Leemputte aan het hoofd van een stoet mannen en vrouwen uit de oranje-buurt (wijk C), omwonden met een Oranjevlag, en dan werden de vergaderlokalen gesteenigd en de socialen verjaagd als wilde beesten.
En de arbeidersbevolking (behalve een hoogst enkele) juichte over de heldendaden van Ka; men bracht haar bloemen en geschenken en de studenten gingen haar visites en complimenten maken over haar dapper optreden tegen de rustverstoorders.— Na tien jaar - Gedenkschrift bij het tienjarig bestaan der Sociaal-Democratische Arbeiderspartij
Ook Troelstra kreeg met haar te doen:
Hierbij werd een rol gespeeld door een befaamde socialisten-pétroleuse, Ka Blommers, die door de studenten werd opgestookt om tegen de socialisten op te treden. Op een avond bereikte ons de mare: Ka Blommers komt, wees op je hoede. Werkelijk daagde de gevreesde verschijning op aan het hoofd van een troep trouwe volgelingen, maar wij gingen kalm onzen gang en hoewel de toestand dreigend scheen, werden wij niet ernstig in de kolportage gestoord. Zij had haar glorie al overleefd en in de jaren vóór mijn komst in Utrecht haar kruit op Domela Nieuwenhuis, Van der Goes en Van Emmenes verschoten. Het kwam zoo ver, dat zij op een openbare vergadering één van haar dierbare telgen aan ons moest afstaan, die, toen een trouw gebleven zoon herrie trachtte te maken, zijn broer op onzachte wijze uit de zaal verwijderde.— Pieter Jelles Troelstra, Gedenkschriften. Deel II.
Als hoogtepunt in Ka's leven kwam Wilhelmina bij een bezoek in Utrecht haar persoonlijk de hand schudden.

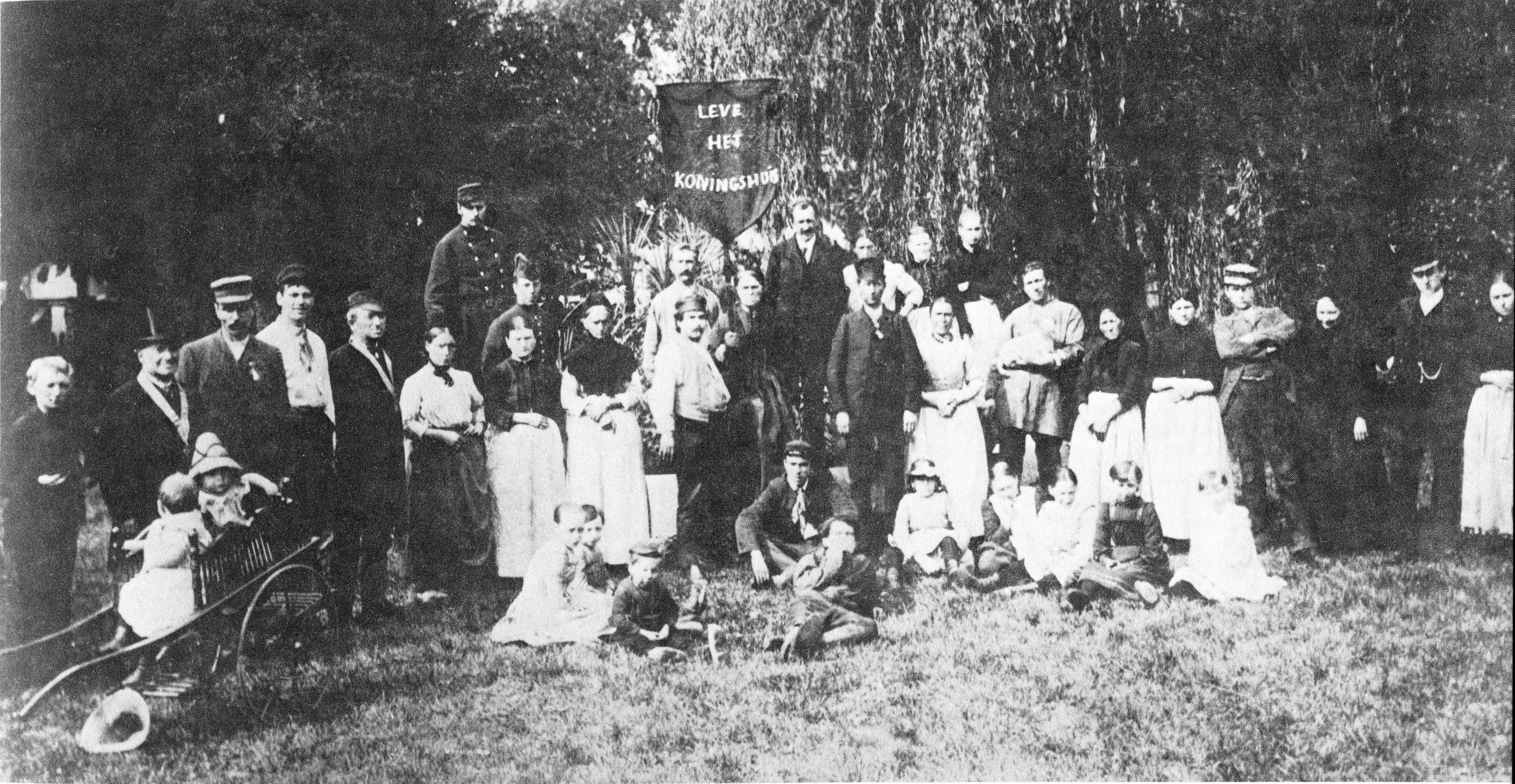
Oranje Ka en aanhangers in het Oranjepark